# Тан Хэ
Тан Хэ (второе имя — Динчен) (湯和; 1326 — 22 августа 1395) — известный китайский военачальник, один из генералов-основателей Минской империи. Он происходил из той же деревни, что и Чжу Юаньчжан, и присоединился к Восстанию красных повязок под руководством Го Цзысина, связанного с Обществом Белого Лотоса, во время его первоначального восстания в марте 1352 года. Тан Хэ получил повышение, быстро в звании по мере роста армии Го Цзысина. После завоевания городов Цзицин (современный Нанкин) и Чжэньцзян, которым командовал Чжу Юаньчжан, получил звание Юань Шуай (командир звена), а после завоевания Чанчжоу в апреле 1357 года Тан был поставлен командовать там в звании заместителя помощника начальника комиссии по военным делам. В 1367 году он был отправлен на юг, чтобы разгромить силы Фан Гочжэня и Чэнь Юдина, а затем провел кампанию в Шаньси, Ганьсу и Нинся под командованием Сюй Да. Ему был пожалован титул герцога Синго. Тан Хэ умер в августе 1395 года, один из немногих генералов-основателей династии Мин, умерших естественной смертью.

## Ранняя жизнь
Тан родился в бедной крестьянской семье в деревне Чжунли, которая находится на территории современного Фэнъяна, провинция Аньхой. Он и Чжу Юаньчжан были друзьями в детстве, а позже Тан стал одним из ближайших соратников и главным генералом Чжу. Тан Хэ с детства проявлял свои амбиции и талант военного лидера. Он хотел бы быть лидером среди партнеров и предпочитал заниматься верховой ездой и стрельбой из лука в очень молодом возрасте. Повзрослев, Тан стал спокойным, сильным, уверенным в себе и красноречивым человеком, который мог бы стать выдающимся военачальником.

## Военная карьера

### Начало
В 1352 году из-за стихийного бедствия и некомпетентного правления династии Юань возникла мятежная группа под названием «Красные повязки». Это означало начало конца монгольского правления в Китае . Тан Хэ присоединился к восстанию вместе с несколькими другими амбициозными молодыми людьми и пригласил Чжу Юаньчжана, который стал монахом в храме Хуанцзюэ, в ряды красных повязок. Чжу Юаньчжан принял это приглашение; после этого за свой вклад вскоре он получил должность выше, чем Тан. В начале 1354 года Чжу Юаньчжан, тогдашний протеже Го, выбрал Тана Хэ в качестве одного из двадцати четырёх человек, составлявших основу его личного командования.
После взятия Чжу Юаньчжанем в апреле Чучжоу он получил звание командира батальона. Тан служил под командованием Чжу во время вторжения в Дахуншань в 1353 году, и они вместе завоевали Чучжоу и Хэчжоу. Тан был единственным, кто решительно поддерживал Чжу, когда власть Чжу оспаривалась другими генералами в Хэчжоу в 1355 году.
Позже в том же году Тан Хэ вместе с другими генералами под командованием Чжу Юаньчжана завоевал Лишуй и Джужун. При штурме Тайпина против Чэна Есяня Тан Хэ был ранен стрелой в левую ногу. Хотя он был серьёзно ранен, Тан продолжал сражаться и, наконец, поймал Чэна живым. В 1356 году, служа под командованием Сюй Да, Тан Хэ принял участие в завоевании Цзицина (современный Нанкин), который стал базой операции Чжу и столицей династии Мин. Вскоре после этого Тан и Сюй Да завоевали Чжэньцзян и Чанчжоу . После этих успехов Тан был повышен до Юань Шуай.(командир крыла), и его поместили в Чанчжоу в звании заместителя помощника начальника Шумиюань (Комиссии по военным делам).

### Оборона Чанчжоу
Чанчжоу был самым важным из нескольких городов, контролируемых Чжу Юаньчжаном, которые составляли линию обороны против королевства Чжан Шичэна, который объявил себя ваном У и был врагом Чжу. Тан Хэ и его большой гарнизон должны были защищать город и действовать как мобильный резерв, чтобы помочь другим городам, когда им угрожала опасность. Чжан быстро послал шпионов, чтобы получить информацию, но все они потерпели неудачу, объясняя это эффективными командами Тана. Чжан также несколько раз вторгался в город, при этом Тан отбил одну атаку в феврале 1358 года, а в мае 1359 года Тан из засады захватил более тысячи человек и сорок кораблей. Тан Хэ не участвовал в битве против Чэнь Юляна, поскольку ему было приказано время от времени контратаковать территории Чжан Шичэна. В феврале 1363 года он был произведен в младшие администраторы секретариата; затем, в апреле 1364 года, стал главным администратором.

### Война против Чжана Шичэна
Наконец, основная армия Чжу Юаньчжана вернулась в Нанкин после победы над Ченом, и войскам Тана Хэ было разрешено выйти в другие районы. Вскоре Тану был присвоен титул главного левого цензора за полное разгром армии Чжана во время вторжения в Уси, а также титул «Пин Чжан Чжэнь Ши» (престижный титул) после победы над флотом Чжана в районе горы Хуанъян. Позже, в декабре 1364 года, Тан освободил Чансин от осады Чжан Шисиня (брата Чжан Шичэна) и в упорной битве захватил восемь тысяч солдат живыми. В октябре 1365 года Тан вступил в финальную битву против Чжан Шичэна под командованием Сюй Да. Тан Хэ быстро уничтожил флот Чжана на озере Тай и Уцзяне, и воссоединился с основной армией, осаждавшей Сучжоу. В бою в Чанг Мэне (часть Сучжоу) Тан был ещё раз ранен. Он вернулся в Нанкин, чтобы выздороветь, но вскоре вернулся для вторжения в Сучжоу в октябре 1367 года. Чжу пожаловал Тану большую награду после битвы, а в феврале следующего года ему было присвоено номинальное звание инструктора наследника в феврале следующего года.

### Завоевание Фуцзяни
В 1365 году Чжу Юаньчжан объявил себя ваном У. После краха их последнего великого врага, Чжана, Тан был назначен руководителем южной экспедиции, а У Чжэнь был его заместителем, и ему было приказано возглавить бывшие гарнизоны Цзянчжоу, Цзянсин и Цзянъинь для подавления Фан Гочжэня. Тан успешно завоевал Юяо, Шанъюй и Циньюань в конце ноября, но Фан бежал за море, потеряв лишь несколько подразделений. Затем Чжу Юаньчжан приказал Ляо Юаньчжуну поддержать Тан своими кораблями. Объединённые силы преследовали флот Фана. В конце декабря Фанг сдал свои четыреста кораблей и двадцать четыре тысячи человек. В то же время, когда Сюй Да завоевал северный Китай, армия Чжу вторглась в Фуцзянь по суше с запада. В поддержку Тан Хэ и Ляо Юаньчжун в январе отплыли в Фучжоу. Тан занял порт после непродолжительной осады, и это привело к тому, что прибрежные города, включая Синьхуа, Чжанчжоу, Цюаньчжоу, вскоре после этого сдались. Затем экспедиционный корпус двинулся вдоль реки, захватив живым проюаньского военачальника Чэнь Ютина. Это завершило кампанию в провинции Фуцзянь и стало величайшим военным достижением Тана. В марте 1366 года Тан Хэ вернулся в Нинбо, чтобы перевезти зерно по морю на север вместе с бывшим штабом Фан Гочжэня, и поручил Ляо командовать флотом.

### Завоевание Северного и Западного Китая
Тан Хэ сопровождал императора Хунъу в Кайфын в августе 1368 года. Там ему была поручена миссия по завоеванию городов на севере Хэнани и юге Шаньси. После завершения своей миссии Тан присоединился к основной армии Чжу под командованием Сюй Да, и вместе они вошли в Шаньси в 1369 году. Битва закончилась в сентябре, и вскоре после этого Тан Хэ и Сюй Да были отозваны в Нанкин, чтобы получить награды от император. Однако, поскольку Тан однажды оскорбил императора в Чанчжоу после выпивки, он получил меньшую награду, чем руководители.
Несколько недель спустя Тан стал заместителем Сюй Да по северному завоеванию и присутствовал при великой победе над Кокэ-Тэмуром (также известным как Ван Баобао) в Ганьсу; после этого Тан был отделен от основной армии и отправлен на север . Он завоевал регион Синся и Ордос, захватив десятки тысяч скота. Его армия оставалась в верхнем излучине Жёлтой реки до конца года, когда Тан и несколько других генералов были отозваны в Нанкин для церемонии и получения дворянских титулов от императора. На этот раз Тану был присвоен титул маркиза Чжуншань с годовым окладом в 1500 ши. Он занимал седьмое место среди знати Мин и первое место среди маркизов того времени. В феврале 1371 года две армии, одна сухопутная и одна флотская, были отправлены в Сычуань, чтобы завоевать государство Ся. Тан был назначен общим командованием военно-морским флотом, а его заместителями — Ляо Юаньчжун и Чжоу Дэсин. Его миссией было передать ущелья Чунцину. Однако Тан не смог найти путь через ущелья, когда сухопутные войска под командованием Фу Юдэ продвигались вперед, и Тан потерял веру после нескольких сражений. В конце концов, Ляо Юаньчжун, вся карьера которого прошла на воде, нашел способ прорваться с помощью собственного флота, и весь флот смог продолжить движение вверх по течению. Чунцин пал в начале августа, а Чэндутакже сдался в том же месяце. Когда Тан вернулся к императору в ноябре, император решил, что награда за эту кампанию принадлежит Ляо Юаньчжуну и Фу Юдэ из-за недостаточной эффективности Тана.

### Защита от монголов
В 1372 году Тан Хэ командовал одной из армий против монголов на севере и 10 августа у горы Дуаньтоу потерпел тяжелое поражение. Всего два месяца спустя основная армия Сюй Да потерпела поражение от Кокэ-Тэмура. После этого император решил занять оборонительную позицию на севере. Сам Тан Хэ не был наказан за эту потерю, и в апреле следующего года ему было поручено командовать армией на северной границе.
В течение следующих двух лет Тан руководил обучением войск, основанием военных колоний и ремонтом стен Бэйпина и Чжандэ. В конце 1374 года Тан был на некоторое время отозван в Нанкин, но в феврале 1375 года он вернулся в военные колонии в Шаньси. Смерть Кокэ-Тэмура в том же году на некоторое время ослабила давление северной границы, но вскоре Боян-Тэмур занял его место вождя монголов и вторгся в Шаньси. С начала 1376 года Тан Хэ вместе с Фу Юдэ и несколькими другими генералами оставался в Шаньси и почти два года сопротивлялся вторжению монголов, пока Боян-Тэмур не покинул регион.

### Конец карьеры
В феврале 1378 года Тан Хэ стал герцогом Синго. В течение следующих двух лет Тан Хэ руководил обучением войск в северо-западном регионе. В начале 1381 года Тан Хэ, будучи наместником Сюй Да, добился больших успехов в походе против монголов и оставался в только что оккупированной области на последующие годы. Затем в 1383 году Тан Хэ был отправлен командовать армией в Юн Нин, Сычуань, а в следующем году он инспектировал войска и военные колонии в Фуцзянь и Чжэцзяне с целью улучшения защиты от японских пиратов (вокоу).
В 1385 году император послал своего шестого сына, Чжу Чжэня, Чун-вана, для подавления восстания в Гуйчжоу, известного как крестьянское восстание Умянь . Тан Хэ был отправлен в качестве номинального советника принца, а также в качестве фактического командующего. После упорной кампании Тан захватил в плен сорок тысяч повстанцев и за несколько месяцев умиротворил провинцию. Вернувшись в столицу в феврале 1386 года, Тан попросил у императора разрешения уйти в отставку. Хотя Чжу Юаньчжан и был впечатлён его мольбой, он решил, что Тан все ещё полон сил, и поручил ему более легкую задачу по надзору за береговой обороной в Чжэцзяне. В июле 1388 года Тан Хэ снова подал просьбу, которая была одобрена. Император отослал его с щедрыми наградами.

## Последние годы
В первый день Нового 1390 года Тан Хэ потерял голос после инсульта и после этого появлялся на публике лишь изредка. В последующие годы состояние его здоровья ухудшилось. В конце концов, Тан Хэ умер в августе 1395 года в возрасте шестидесяти девяти лет. Тан Хэ был посмертно пожалован как принц Дунгва и получил имя герцога Синго. Хотя Тан однажды разозлил императора и его можно было назвать только посредственным полководцем, он сохранил благосклонность Чжу Юаньчжана до конца. Доверие, которое он получил от императора, было основано на хорошей дружбе в детстве и постоянной поддержке, которую он оказывал, когда Чжу бросали вызов. Это доверие продолжалось и после 1380 года, потому что Тан Хэ был готов отказаться от своего командования в то время, когда Чжу централизовал свою военную власть . Тан Хэ был примером крестьянина, который пришел к власти и славе в начале династии Мин.

### Семья
У Тан Хэ было пять сыновей. Самый старший, Тан Ли, позже дослужился до звания заместителя главного комиссара, но был лишен герцогского звания . В 1492 году минский император Чжу Ютан назначил потомка Тана Хэ в шестом поколении, Тан Шаоцзуна, начальником гвардии вышитой униформы в Нанкине. Его род получил наследственный титул маркиза Линби и годовую зарплату в размере 1000 ши, которая была унаследована до конца династии Мин. У Тан Хэ также было пять дочерей, старшая стала наложницей десятого сына Чжу Юаньчжана, Чжу Тана, а её место в августе 1387 года после её смерти заняла сестра.